# Бои на Завлаке
Бои на Завлаке (сербохорв. Битка на Завлаци / Bitka na Zavlaci) — бои в августе 1941 года во время Второй мировой войны между югославскими четниками и немецкими войсками около села Завлака на территории современной Сербии. Это было крупнейшее сражение, разгоревшееся после освобождения Лозницы югославскими силами сопротивления. Передовые части четников столкнулись с немецкой ротой из 207 человек под командованием капитана фон дер Оленица, который вышел из Валево с целью помочь гарнизону Лозницы. Четники завязали бой у Осечины, и немецкая группа прорвалась к Завлаке, где их поджидал капитан Драйя Еремич со своим батальоном.

## Ход боёв
В первом бою немцы, вооружённые автоматическим оружием, потеснили четников, взяли Завлаку, овладели высотой около села и забаррикадировались в домах отбитого села для обороны. Четники нанесли ответный удар, атаковав высоту. В ходе боёв погиб капитан Драйя Еремич, сражённый насмерть очередью из немецкого пулемёта. Командование принял на себя его брат Душан, поручик резерва, до войны преподаватель. Он предложил держать высоту в осаде до тех пор, пока немцы не израсходуют все патроны, а затем добиться их капитуляции.
После ожесточённых перестрелок четники узнали, что немцы взяли в заложники 30 местных жителей. Под прикрытием темноты четники решились освободить пленных, но атака провалилась, потому что немцы были хорошо укреплены. Тем временем к Завлаке подошёл капитан Миливой Ковачевич с ротой подкрепления, которой командовал подпоручик Ратко Теодисиевич. Ковачевич принял командование и снова атаковал под прикрытием темноты. В ответ немцы открыли огонь: их основные силы успели забраться в грузовики и двинуться по дороге на Мойкович, а небольшая группа стала прикрывать отходящие войска.
Однако четники предприняли все меры для того, чтобы не дать немцам сбежать: часть югославских войск заняла высоту над селом, а другая часть закрыла выход на Мойкович. В определённый момент четники, укрепившиеся на высоте, стали закидывать автоколонну гранатами. После прогремевших первых взрывов немцы стали выпрыгивать из грузовиков и в панике разбегаться по сторонам. Большинство из солдат вермахта были захвачены в плен. Подсчёт убитых и раненых четники начали вести только с рассветом.
Пленных немцев отправили в монастырь Петковицу, чтобы передать их в штаб лично Драгослав Рачич. Сопровождение пленных было поручено подпоручику Ратко Теодосиевичу, который двигался в Петковицу через Текериш. Отряд капитана фон дер Оленица численностью более 10 человек атаковал югославских четников на дороге Цер — Текериш: эти солдаты успели сбежать из Завлаки и прибыть в Цер ночью. Теодосиевич оставил пленных вместе с нужными им вещами, после чего бросился преследовать нападавших. После короткой перестрелки все нападавшие были убиты: капитан фон дер Олениц отстреливался до последнего патрона.
В ходе боёв на Завлаке и в её окрестностях погибли 26 четников и их капитан Драйя Еремич, десятки были ранены. 38 немецких солдат погибли (в том числе капитан фон дер Олениц), 169 человек попали в плен (большинство ранены). В качестве трофеев четники заполучили 12 грузовых автомобилей, два легковых автомобиля, три мотоцикла, 27 ящиков с боеприпасами, повреждённую радиостанцию, 200 винтовок и около 20 единиц различного автоматического оружия.